# Daichi Tengri
Daichi Tengri, var krigsguden i den ursprungliga traditionella turkisk-mongoliska religionen, tengriismen.